# Желтики
Же́лтики (рос. Желтики) — присілок у складі Леб'яжівського округу Курганської області, Росія.
Населення — 183 особи (2010, 243 у 2002).